# 라플라타강
라플라타강(스페인어: Río de la Plata 리오 데 라 플라타[*],‘은의 강’)은 우루과이강과 파라나강이 합류하여 대서양으로 흘러드는 남아메리카의 삼각강이다. 아르헨티나와 우루과이의 국경을 이루며, 강 남측에는 아르헨티나의 수도인 부에노스아이레스가, 북측엔 우루과이의 수도인 몬테비데오가 있다.

## 지리
라플라타강은 정확하게 말하면 강이라고 할 수도 없고 바다의 만이라고 할 수도 없다. 우루과이강 하구의 거대한 삼각강이면서 파라나강의 넓은 삼각주에 해당한다. 면적은 35,000 km2가 넘고 대서양과 만나는 부분에서는 폭이 219 km에 이르며 유역분지는 우루과이와 아르헨티나, 브라질과 볼리비아, 파라과이에 걸쳐 있다. 라플라타강으로는 우루과이강, 파라나강, 그리고 파라나강의 중요한 지류인 파라과이강(이 세 지류의 길이를 합하면 8,000 km에 이른다)의 거대한 퇴적물질이 운반되어 온다. 막대한 운반 물질의 퇴적으로 넓은 모래톱이 만들어졌고 수심은 1.5m 정도 밖에 되지 않는다. 그래서 몬테비데오와 부에노스아이레스 항에 이르는 수로를 깊게 유지하기 위해서 끊임없는 준설이 필요하다.
파라나강은 중앙 브라질고원에서 발원하여 4,000 km를 흘러 라플라타강에 이른다. 파라나강 상류의 가장 큰 특징은 그 규모가 나이아가라 폭포보다 훨씬 큰 과이라 폭포이다. 하류 부근에서는 지류인 이구아수강의 물이 82 m 높이에서 장관을 이루며 떨어지는 이과수 폭포를 만든다.
파라과이강은 브라질의 마토그로소 지방에서 발원하여 2,550 km를 흐르는데 판타날을 지나 파라냐강으로 합류한다. 파라과이강의 유역은 대부분 해발 200 m 이하이고 하도 경사가 매우 낮아 그로 인해 주기적인 홍수가 발생한다.
우루과이강은 브라질의 대서양 쪽 해안 산맥에서 발원하여 내륙으로 1,000 km를 흘러 라플라타강의 하구에 도달한다.

## 역사
16세기 남아메리카를 탐험하는 유럽인 사이에서는 은광이 있다고 전해지는 산 시에라 데 라 플라타에 대한 전설이 있었다. 이탈리아의 탐험가 세바스티아노 카보토가 파라과이강을 따라 과라니족과 은 거래를 한 뒤에 그 하류 강에 ‘은’이라는 뜻의 ‘라플라타(la Plata)’라는 이름을 붙였다.
1536년경 스페인 정복자 페드로 데 멘도사Pedro de Mendoza에 의해 정복된 적이 있다.

## 주요 도시
- 부에노스아이레스(아르헨티나)
- 라플라타(아르헨티나)
- 로사리오(아르헨티나)
- 산타페(아르헨티나)
- 몬테비데오(우루과이)
- 아순시온(파라과이)

## 같이 보기
- 마르틴가르시아섬